# Viburnum molinae
Viburnum molinae är en desmeknoppsväxtart som beskrevs av Cyrus Longworth Lundell. Viburnum molinae ingår i släktet olvonsläktet, och familjen desmeknoppsväxter. Inga underarter finns listade i Catalogue of Life.